# Норвежки олимпийски музей
Норвежкият олимпийски музей (на норвежки: Norges Olympiske Museum) се намира в град Лилехамер, Норвегия.
Официално е открит от крал Харалд V и кралица Соня на 27 ноември 1997 година. Разположен е в спортната зала „Хоконс“ (Håkons).
Посветен е на историята на олимпийското движение. Притежава над 7000 олимпийски експоната от историята на олимпизма. Историческата част на музея осветява олимпийската история, от далечната 776 г. пр.н.е., като представя чрез текст, видео- и звукозаписи всички съвременни олимпийски игри от 1896 г.
Има отдел за Зимните олимпийски игри от 1994 година, проведени в града и района. Музеят разполага също с Почетна галерия на норвежкия спорт, колекция от олимпийски пощенски марки и др.